# 比尤拉鎮區 (北卡羅萊納州約翰斯頓縣)
比尤拉鎮區（英語：Beulah Township）是位於美國北卡羅萊納州約翰斯頓縣的一個鎮區。

## 地方資料
比尤拉鎮區的面積為107.22平方千米，皆為陸地。根據2020年美國人口普查的數據，當地共有人口4614人，而人口密度為每平方千米43.03人。